# Merlin Metalworks
Merlin Metalworks ist eine US-amerikanische Fahrradmanufaktur, die sich auf die Herstellung von Fahrrädern aus Titan spezialisiert hat. Sie wurde 1986 von Gwyn Jones, Gary Helfrich und Mike Augspurger in Cambridge, MA gegründet.

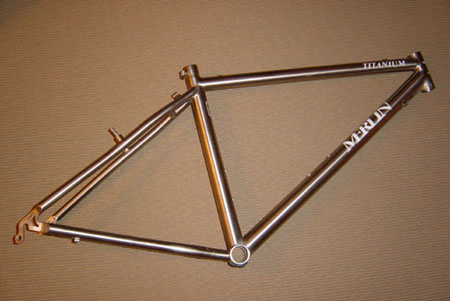
Merlin-Titanrahmen

## Geschichte
Merlin stellte 1986 den ersten Mountainbikerahmen für Joe Murray her, den damaligen US-Mountainbike-Champion. 1987 begann Merlin die Zusammenarbeit mit Tom Kellogg und führt das 3/2.5 Titan-Straßenrad ein. 1991 führt Merlin die S-bend Sitz- und Kettenstreben bei der Mountain Bike Linie ein. Diese Bauweise wurde zu einer der meistkopierten Hinterbauformen. 1992 kauft Greg Lemond Merlin-Rahmen für sein "Z" Team und fährt damit unter anderem die Tour de France.
1995 gewann Merlin-Fahrer Rob Kish das Race Across America zum dritten Mal. 1997 verlässt Rob Vandermark, treibende Kraft bei Merlin und Designer der Mountainbike Linie, das Unternehmen und gründet Seven Cycles.
Im Jahr 2000 wurde Merlin vom Investor JHK aufgekauft. Am 16. März 2011 teilt der Eigner ABG (American Bicycle Group) mit, dass die Marke Merlin Metalworks an die Firma Competitive Cyclist aus Arkansas verkauft wurde.

## Rahmenbau
Merlin verarbeitet je nach Modell einfach oder mehrfach innenkonifizierte, nahtlos gezogene Rohre die aus einer Titanlegierung bestehen. Der Titananteil beträgt 94,5 %, unter Zugabe von 3 % Aluminium und 2,5 % Vanadium entsteht eine hochfeste Legierung. Die hinteren Ausfallenden bestehen aus einer 6-4 Titanlegierung mit 6 % Aluminium- und 4 % Vanadium-Anteil. Diese Legierung ist extrem hart, was die Kerbenbildung an den beanspruchten Stellen vermindert.
Aufgrund der hohen Affinität von Titan zu den atmosphärischen Gasen Sauerstoff und Stickstoff sowie Wasserstoff kommt beim Schweißen Argon als Schutzgas zur Anwendung.

## Modelle
Merlin hat vor der Übernahme 2002 durch ABG (AmericanBicycleGroup) folgende Modelle gebaut:
- Merlin Mountain – Mountain Bike von 1986 an gebaut
- Merlin Aerial – Triathlonrad mit 26 Zoll Geometrie (in Kooperation mit Quintana Roo)
- Merlin Road – Straßenrad
- Merlin Elevator – Kleine Serie von 150 Stück mit hochgezogenen Kettenstreben 1991–1992
- Merlin Elevator Suspension – Softtail mit hochgezogenen Kettenstreben 1993
- Merlin Newsboy – Kleine Serie von Cruisern mit gebogenen Rohren 1995
- Merlin XLM – Leichteres Mountain Bike mit doppelt innenkonifizierten Rohren
- Merlin Extralight – Leichteres Straßenrad mit doppelt innenkonifizierten Rohren
- Merlin RSR – Rennrad mit Monostay Hinterbau
- Merlin Taiga – Mountainbike mit Monostay Hinterbau 1996–1997
- Merlin Fat Ti Hardtail mit Headshok Fatty Ultra als Rahmenkit 1999–2002
- Merlin Fat Beat (mit MootsYBB Softail Hinterbau) und Cannondale Headshok Fatty Ultra als Rahmenkit 1999–2002
- Merlin Echo (mit Moots YBB Softtail Hinterbau) für normale 1 1/8" Gabeln 1999–2002
- Merlin Iliad klassischer Hardtail Rahmen 2000–2001
- Merlin Newsboy Limited Edition als Komplettbike mit 2 Laufradsätzen, Disc-only, Manitou Skareb u.Newsboy-Cap 2002
- Merlin Roots Limited Cruiser Komplettbike mit Rohloff Speedhub, Vicious Stahlgabel, Avid Juicy Bremsen 2004

Neben diesen Modellen hat Merlin diverse Prototypen und Rahmen oder Teile für andere Hersteller wie beispielsweise Marin (Team Titanium) oder Specialized gebaut.